# Heinz Gattung
Heinz Gattung (* 18. November 1921 in Kranichfeld; † 27. September 2004 ebenda) war ein deutscher Zimmermann und Volkskammerabgeordneter für den Freien Deutschen Gewerkschaftsbund (FDGB).

## Leben
Gattung stammte aus Thüringen und war der Sohn einer Arbeiterfamilie. Nach dem Besuch der Schule nahm er eine Lehre zum Zimmermann auf. Nach Ausbruch des Zweiten Weltkrieges wurde er zur Wehrmacht eingezogen. Später war er als Brigadier im VEB Bau- und Montagekombinat Erfurt in Kranichfeld tätig.

## Politik
Gattung wurde Mitglied des FDGB. In den vier Wahlperioden von 1963 bis 1981 war er Mitglied der FDGB-Fraktion in der Volkskammer der DDR.

## Auszeichnung
- Verdienter Aktivist[2]